# Vincenzo Nestler
Vincenzo Nestler (Agrigento, 8 gennaio 1912 – Roma, 14 luglio 1988) è stato uno scacchista italiano.

## Carriera scacchistica
Nato ad Agrigento (allora Girgenti) nel 1912, Vincenzo Nestler vinse due edizioni dei Campionati italiani: a Firenze nel 1943 precedendo Napolitano e Paoli e a Trieste nel 1954 dopo un match di spareggio con Staldi.
Giunse primo ex aequo anche nel Campionato del 1959 ma il titolo fu assegnato a Castaldi per il miglior punteggio Sonneborn-Berger.
Partecipò con la squadra italiana a diverse competizioni internazionali tra le quali, con buoni risultati, due Olimpiadi scacchistiche: nel 1950 a Ragusa (Croazia) e nel 1952 ad Helsinki. Nel 1958 vinse imbattuto il Torneo "Thomas Mann" di Roma.
Morì a Roma, a settantasei anni, nel 1988

### L'incontro con Calapso all'origine della sua passione per gli scacchi
Nestler racconta di come, nel 1931, avesse conosciuto per la prima volta Remo Calapso in casa del padre, il professor Pasquale, docente di matematica all'Università di Messina. Entrando in casa Calapso, con altri condiscepoli, Nestler, che allora conosceva appena i rudimenti del gioco, restò sorpreso e ammirato nel vedere Remo, mentre era seduto a farsi radere dal barbiere, giocare a scacchi contemporaneamente, a memoria, contro quattro avversari ciascuno dei quali aveva di fronte la propria scacchiera. Nestler rimase così entusiasta di tanta abilità che in seguito si dedicò con impegno agli scacchi. Come il padre fu il suo primo maestro nelle Scienze matematiche, così il figlio Remo lo fu per gli scacchi. Altro compagno di università, ricordato da Nestler, che lo spinse verso gli scacchi, fu Santi Greco

### Partite di Nestler
Ecco due vittorie del maestro siciliano trascritte in notazione algebrica italiana.
Julio Sumar - Vincenzo Nestler (Olimpiadi di Dubrovnik 1950)

1.e4 c5 2.Ce2 Cc6 3.g3 d5 4.Ag2 dxe4 5.Axe4 Cf6 6.Ag2 e5 7.d3 Ae6 8.
Cbc3 Ae7 9.O-O Dd7 10.Te1 O-O 11.Ag5 Tad8 12.b3 h6 13.Ac1 Ah3 14.Ah1 Tfe8
15.Ca4 b5 16.Cac3 a6 17.Ab2 c4 18.bxc4 bxc4 19.Dd2 cxd3 20.cxd3 Cb4 21.
Cc1 Cg4 22.Cd1 Ac5 23.Ae4 f5 24.a3 Cc6 25.Ah1 Cd4 26.Ta2 Da7 27.Ce3 Cxf2
28.Dxf2 f4 29.gxf4 exf4 30.Dh4 Ae6 31.Axd4 Axd4 32.Tae2 Axe3+ 33.Rf1 Tf8
34.Af3 Dd7 35.Rg2 Ad5 36.Dh5 Tf5 37.Axd5+ Dxd5+ 38.Df3 Tg5+ 0-1
Vincenzo Nestler - Enrico Paoli (Firenze, XVI Campionato italiano 1953)

1.e4 e5 2.Cf3 Cc6 3.Ac4 Ac5 4.b4 Axb4 5.c3 Ae7 6.d4 Ca5 7.Cxe5 Cxc4 8.Cxc4 d5
9.exd5 Dxd5 10.Ce3 Da5 11.O-O Cf6 12.Te1 Ae6 13.c4 c6 14.Ad2 Dc7 15.Df3 Td8 16.Ac3 O-O
17.a4 a5 18.Tc1 Ab4 19.Ab2 De7 20.Cc3 Dd7 21.d5 Ag4 22.Dg3 Ad6 23.Dh4 Ae5 24.h3 Ah5
25.Te1 Ag6 26.Tad1 c5 27.Aa1 b6 28.Cb5 Axa1 29.Txa1 Tfe8 30.f3 Te5 31.Df4 Tde8 32.g4 h5
33.Rf2 hxg4 34.hxg4 Dd8 35.Ta3 Ch7 36.Th1 f6 37.Ca7 Dd7 38.Cc6 Tg5 39.Tb3 Db7 40.Dd6 Af7
41.Txb6  1-0